# Casa Oprea Soare
Casa Oprea Soare este un monument istoric aflat pe teritoriul municipiului București.. În prezent găzduiește unul din restaurantele „Hanu’ Berarilor” ale lanțului City Grill.
Stilul neoromânesc apărut la începutul secolului al XX-lea, a fost generat de conștientizarea valorii istoriei naționale, de redescoperirea arhitecturii medievale din Țările Române, de dorința de înnoire a arhitecturii naționale, prin folosirea stilurilor arhitecturii vest-europene. Stilul neoromânesc se poate confunda ca imagine cu stilul neo-brâncovenesc, una dintre sublaturile acestuia. De multe ori, această confuzie între cele două stiluri, lasă alte subramuri ale stilului în afara lui, precum varianta hibridă autohtonă cu detaliile gotice și bizantine, de factură moldovenească, ca replică la varianta muntenească, de influență stilistică brâncovenească, dar și varianta regional balcanică, derivată din pitorescul vernacular.
Tehnica combinatorie a acestor elemente unicat și preluarea idiomurilor artificiale folosite, fac parte din practica începutului de drum în arhitectura stilului neoromânesc. Operele lui Petre Antonescu au ca sursă de inspirație arhitectura brâncovenească a cărei expresie și forță devin un idiom în arhitectura neoromânească. 

## Familia Oprea Soare
Despre Dumitru Oprea Soare se știu puține lucruri, una dintre singurele informații certe fiind că a fost un negustor înstărit trăgându-se dintr-o familie aristocratică. Tatăl său, Dimitrie Oprea Soare a fost căsătorit cu Chirica Oprea Soare, cu care a avut doi copii legitimi, pe Elisa Dr. Thoma Tomescu și pe Dumitru Oprea Soare. Conform unui act de partaj întocmit în anul 1902 și disponibil în arhiva familiei, după moartea lui Dimitrie Oprea Soare averea familiei este moștenită de Dumitru Oprea Soare, atât prin succesiune, cât și prin testamentul întocmit de tatăl său.

## Galerie

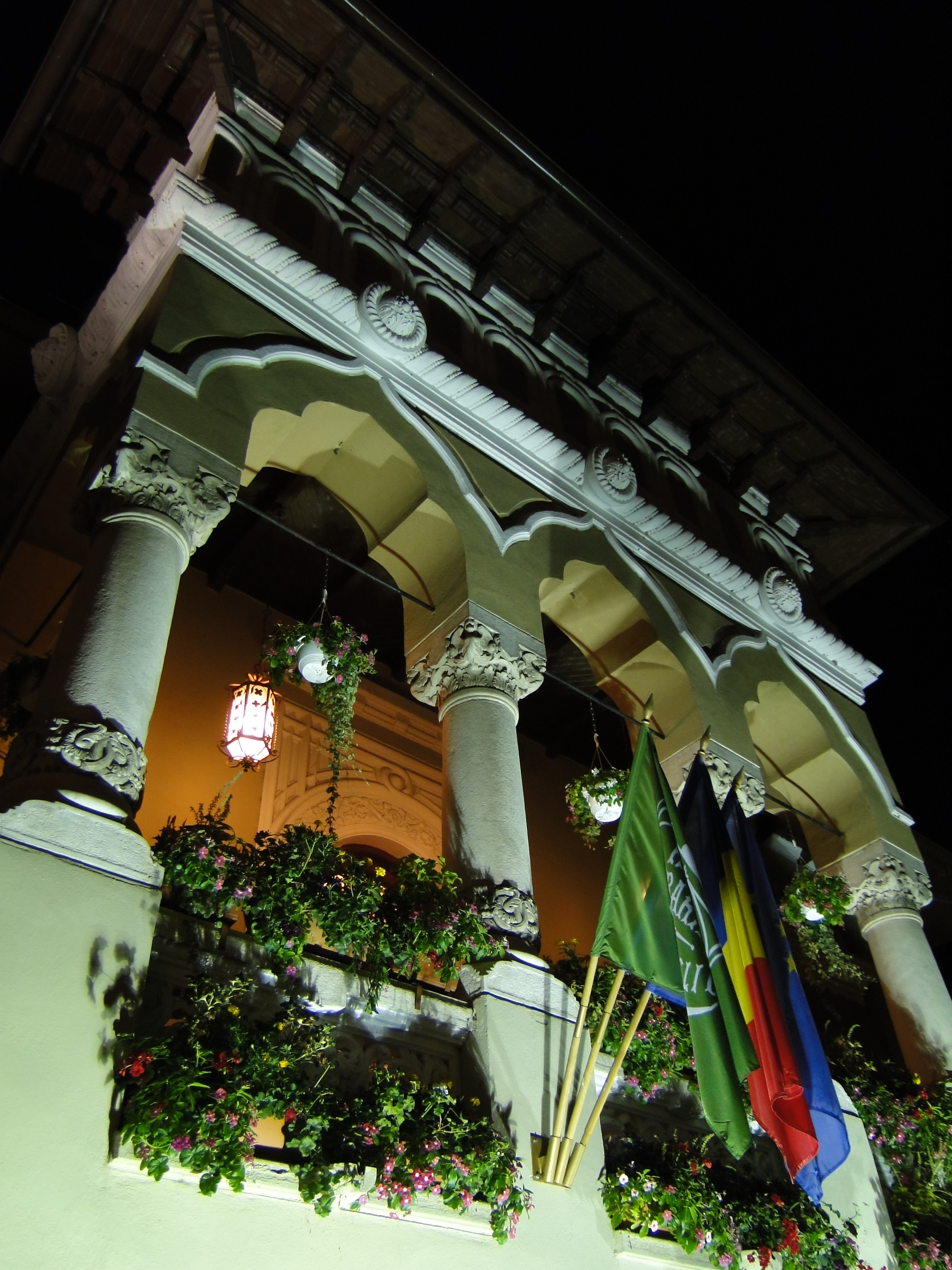
Detaliu al casei, în septembrie 2012
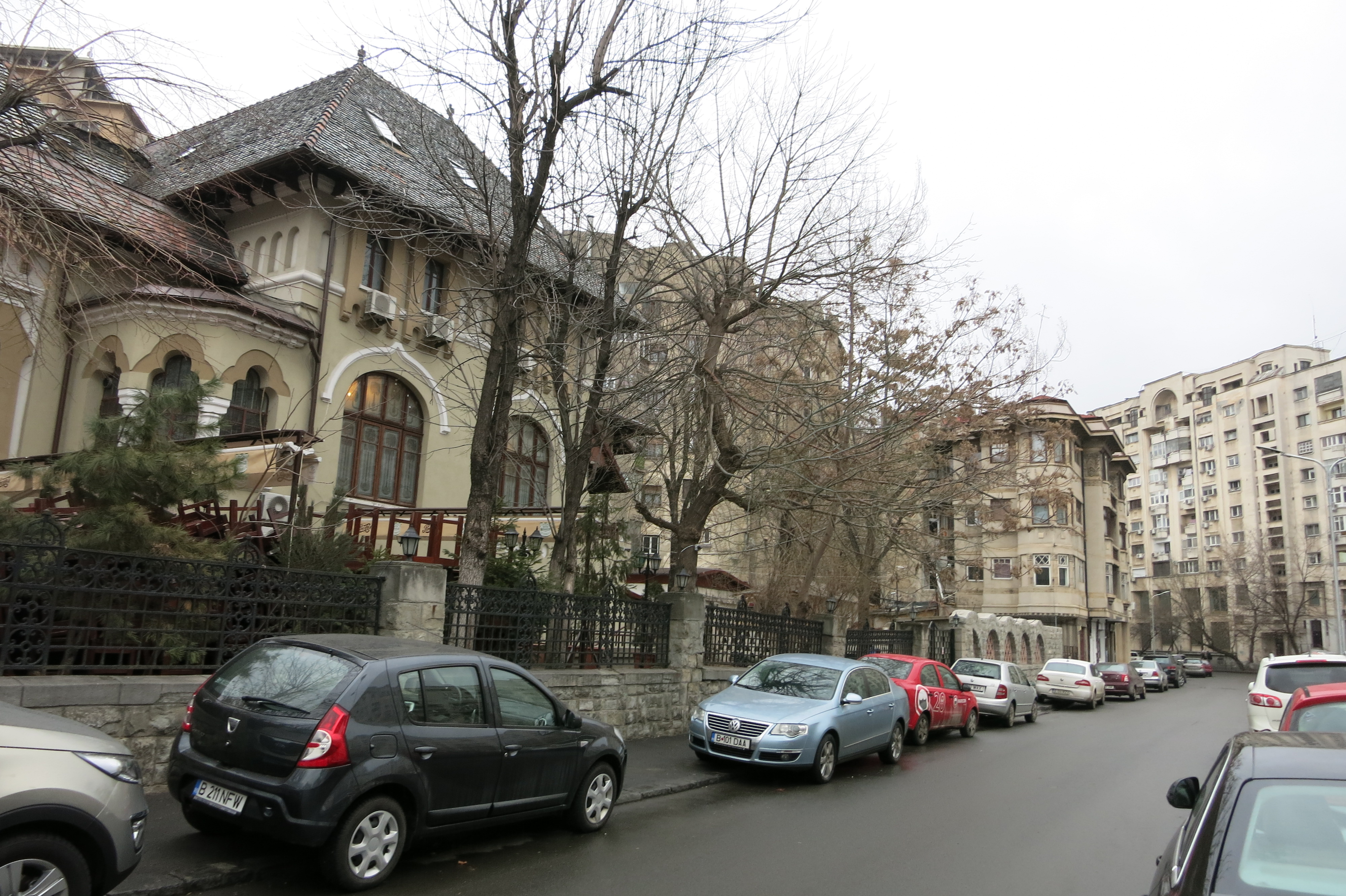
Casa în februarie 2014
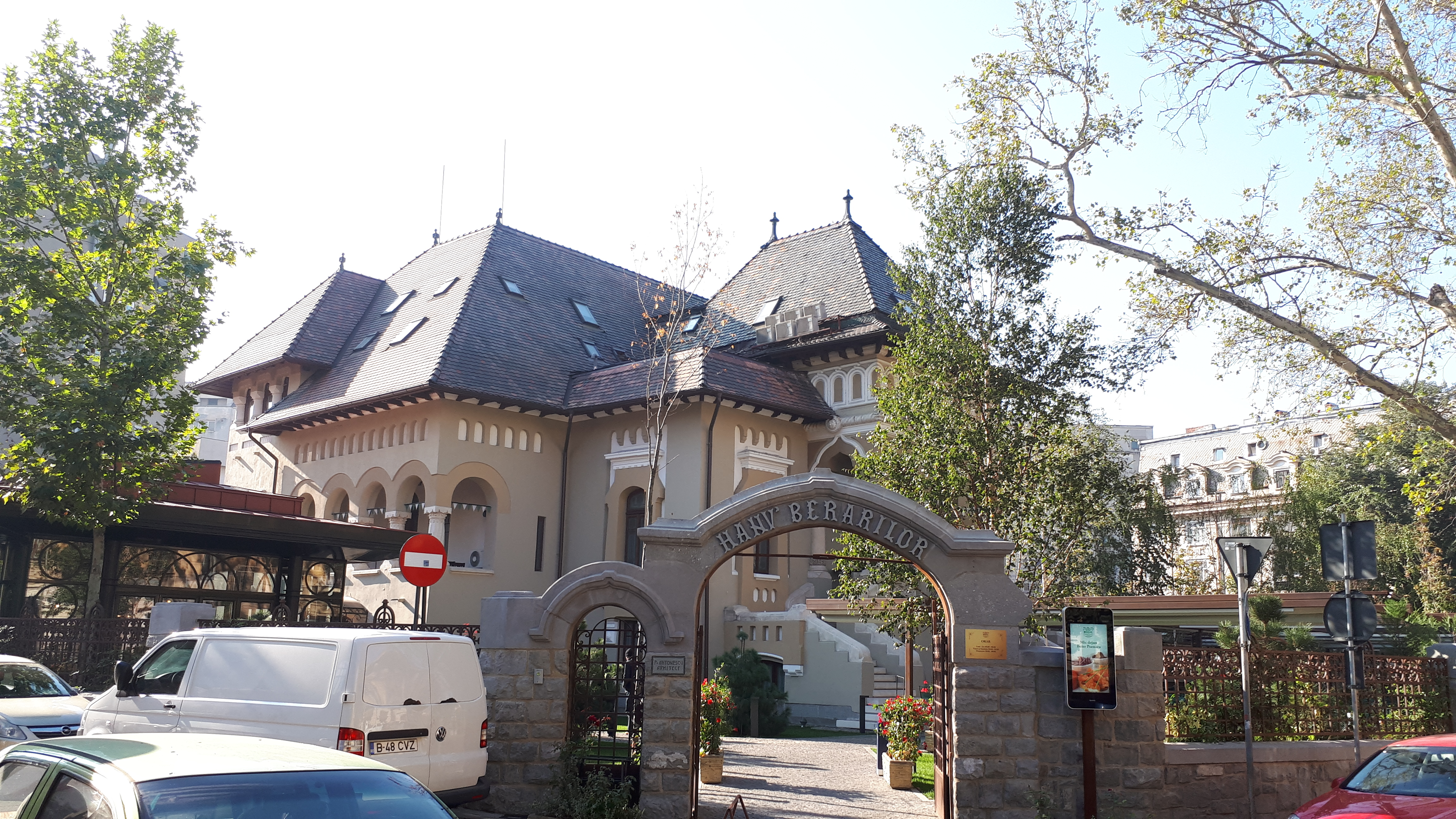
Casa în octombrie 2017